# Thomas Winkler
Thomas Laszlo Winkler (Zollikofen, 20 novembre 1985) è un cantante svizzero.
È noto per essere il cantante della band power metal Angus McSix ed ex cantante della band power metal sinfonica Gloryhammer dal 2011 al 2021, interpretando i ruoli di "Angus McFife, Prince of the Land of Fife" e del suo discendente "Angus McFife XIII" nella storia interna della band.

## Biografia

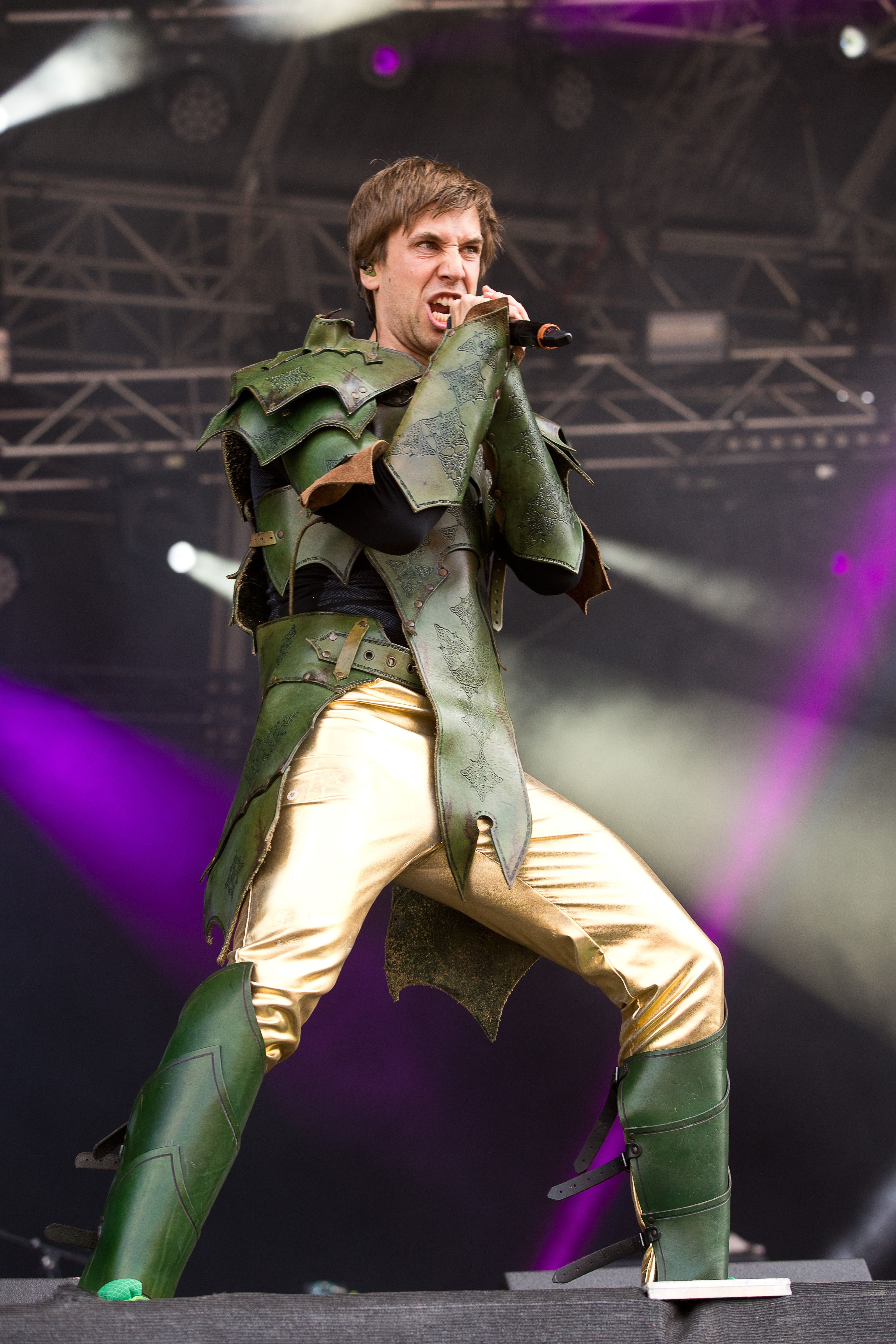
Winkler con Gloryhammer al Rockharz 2016 in Germania

Nato a Zollikofen, Berna, Winkler ha iniziato la sua carriera musicale nel 2009 dopo aver terminato gli studi presso l'Università di Berna come Master of Law unendosi ai gruppi heavy metal svizzeri Emerald e T-Rage.
Winkler ha anche prestato la sua voce alla band power metal cinese Barque of Dante per il loro singolo "Way of Your Life" nel 2011 e ha dichiarato che avrebbe contribuito come voce per il loro secondo album in studio "Lasting Forever".
Nel 2010, ha caricato un video su YouTube in cui faceva un provino per la band power metal britannica DragonForce . Successivamente fu scoperto da Christopher Bowes, cantante della band pirate metal scozzese Alestorm, e gli fu offerto di unirsi ai Gloryhammer . Inizialmente rifiutò ma si unì qualche tempo dopo dopo molte altre offerte. È stato membro della band dal 2012 al 2021 e con loro ha registrato tre album completi.
Il 22 agosto 2021, Gloryhammer ha annunciato che Thomas Winkler non era più un membro della band. Thomas in seguito affrontò la situazione, citando le ragioni della sua partenza dalla band come disaccordi su questioni aziendali e organizzative.

### Angus McSix
Il 4 luglio 2022, Thomas ha annunciato che sarebbe tornato a fare musica e aveva firmato con la Napalm Records con il suo nuovo atto Angus McSix . Il 10 ottobre 2022 è stata annunciata la formazione completa di Angus McSix, con Winkler affiancato da Thalìa Bellazecca (ex Frozen Crown ), Manu Lotter (ex Rhapsody of Fire ) e Sebastian Levermann (di Orden Ogan ) che rappresenteranno i personaggi di il concetto della storia e appaiono in costumi. Il primo singolo della band, "Master of the Universe", è stato pubblicato il 19 gennaio 2023, contemporaneamente all'annuncio del loro album di debutto in studio, Angus McSix and the Sword of Power, uscito il  aprile 2023  Altri due singoli furono pubblicati a supporto dell'album, "Sixcalibur"  e "Laser Shooting Dinosaur".

## Discografia

### Angus McSix
Album in studio
- Angus McSix and the Sword of Power (2023)

### Emerald
Album in studio
- Re-Forged (2010)
- Unleashed (2012)

### Gloryhammer
Album in studio
- Tales from the Kingdom of Fife (2013)
- Space 1992: Rise of the Chaos Wizards (2015)
- Legends from Beyond the Galactic Terrorvortex(2019)

### Barque of Dante
Album in studio
- Lasting Forever (2013)